# Minine (croiseur)
Pour les articles homonymes, voir Minine (homonymie).
Le Minine, en russe : Минин, croiseur blindé (frégate blindée) construit pour la Marine impériale de Russie. Ce navire fut construit selon le projet du capitaine-ingénieur naval N.A. Samoïlov, la supervision de la construction fut effectuée par A.M. Gazehus. La construction du Minine et du Prince Pojarsky (Князем Пожарским) fut réalisée dans le même temps.

## Historique du Minine
Au cours de sa construction le Minine subit de fréquentes modifications. Le lancement de ce bâtiment de guerre eut lieu en 1869, sur ordre de l'amiral Andreï Alexandrovitch Popov (en) (1821-1898), les travaux cessèrent jusqu'en 1874. Construit selon les plans de l'amiral, le Minine entra en service dans la Marine impériale de Russie en 1878. 

### Carrière dans la Marine impériale de Russie
- En automne 1878, Le Minine entreprit sa première expédition en Méditerranée.
- En 1887 - Les chaudières franco-russes furent remplacées par neuf chaudières de type Belleville.
- Le 1er février 1892 - le Minine fut reconvertie en croiseur de 1re classe.
- En mai 1892 - Le croiseur fit son retour en mer Baltique.
- En 1898 - La machine à vapeur horizontale fut remplacée par deux machines à triple expansion verticale (TEV), les voiles et les gréements remplacés par des mâts en acier avec projecteurs, une modification de l'armement fut également apportée au navire.
- En 1908 - Le croiseur fut transformé en entrepôt flottant pour mines.
- Le 2 mars 1909 - Le croiseur fut renommé Ladoga (Ладога).
- Le 23 octobre 1909 - Le Ladoga fut affecté dans un équipage de mouilleur de mines dans la flotte de la Baltique.
- Le 27 octobre 1912 - Le Ladoga fut converti en mouilleur de mines.
- Le 15 août 1915 - Dans le golfe de Finlande, le mouilleur de mines heurta une mine déposée par le sous-marin allemand UC-4. Endommagé à bâbord avant, le bâtiment de guerre fut rapidement inondé causant l'explosion des chaudières et son naufrage. Cinq membres d'équipage furent tués[2].

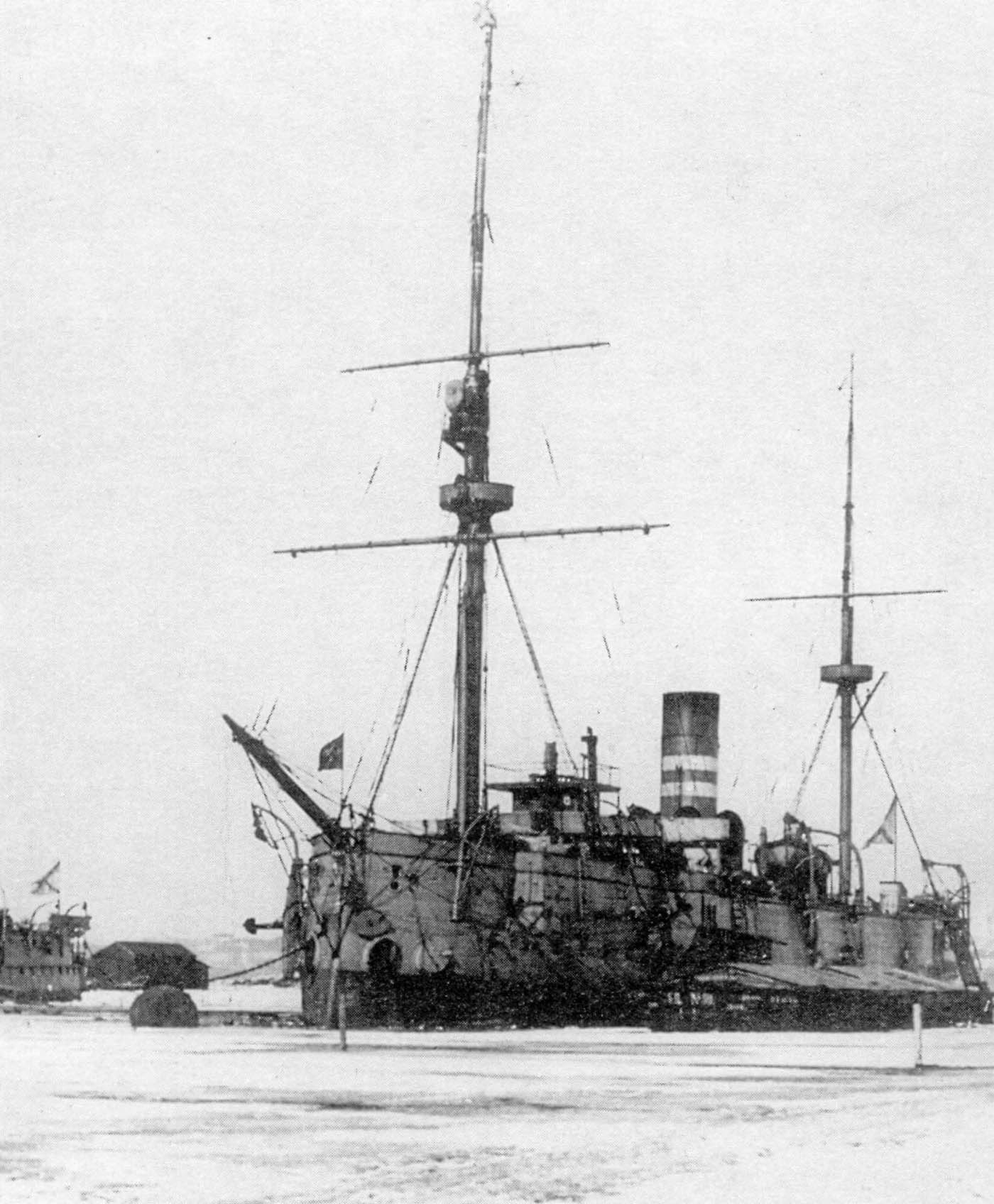
Le mouilleur de mines Ladoga à Helsinki

## Les commandants duMinine
- 1865-1866 : Capitaine de 2e classe Alexeï Alexeïevitch Pechourov (1834-1891);
- Capitaine de 1re classe : Pavel Nikolaïevitch Nazimov (1829-1902);
- Capitaine de 1re classe : Roman Andreïevitch Grenkvist;
- 1889-1890 : Capitaine de 1re classe Fiodor Petrovitch Engelm;
- 1890-1892 : Alexandre Alexeïevitch Birilev;
- 1er mai 1900-6 décembre 1901 : Nikolaï Ivanovitch Nebogatov;
- 6 décembre 1901-24 juillet 1906 : Capitaine de 1re classe Nikolaï Karlovitch Bergshtresser;
- 1909-1912 : Capitaine de 1re classe Evgueni Ivanotich Krinitsky  (1863-1930);
- 27 août 1912-2 août 1915 : Capitaine de 1re classe ?.

## Les marins célèbres en service sur leMinine
- Fiodor Karlovitch Avelan;
- Alexeï Silitch Novikov (1877-1944)

## Sources
- (ru) Cet article est partiellement ou en totalité issu de l’article de Wikipédia en russe intitulé « Минин (крейсер) » (voir la liste des auteurs).